# Dean Windass
Dean Windass (Kingston upon Hull, 1º aprile 1969) è un ex calciatore inglese, di ruolo centrocampista offensivo oppure attaccante.

## Carriera

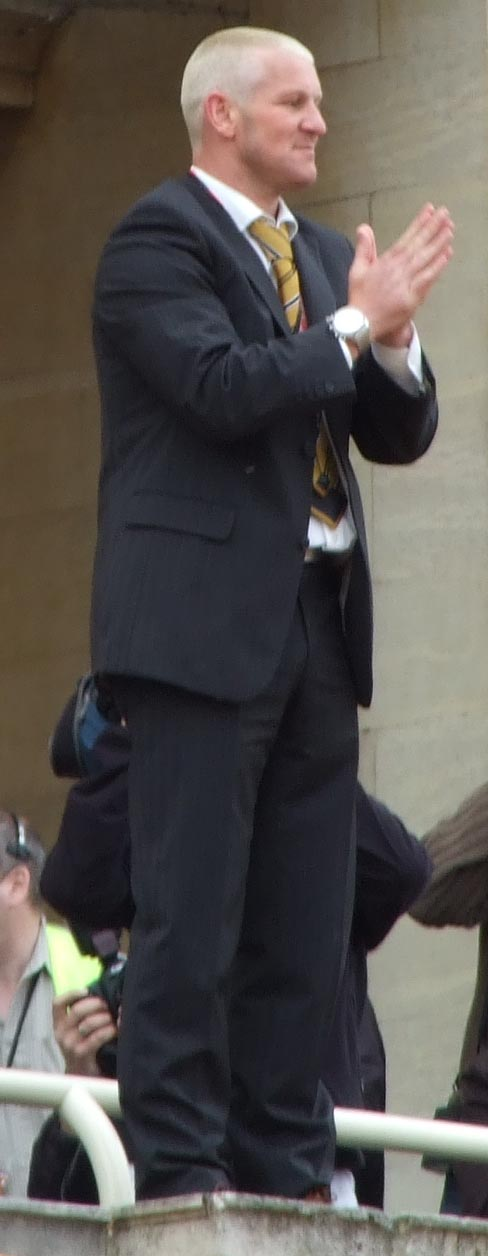
Dean Windass nel 2008

### Club
Dopo aver militato per 5 stagioni nell'Hull City, squadra in cui dimostrò di essere un giocatore di talento, ha disputato tre stagioni (dal 1995 al 1998) nella Scottish Premier League nelle file dell'Aberdeen (23 reti in 78 presenze in campionato, 6 presenze e 1 rete nella Coppa UEFA 1996-1997), e sei stagioni in Premier League con Bradford City e Middlesbrough (111 presenze e 19 reti complessive in campionato, e 6 presenze e 3 reti nell'Intertoto 2000 con il Bradford).
In precedenza aveva giocato anche una stagione nell'Oxford United.
In seguito si trasferì in prestito al Sheffield Wednesday e al Sheffield United, prima in prestito e poi a titolo definitivo.
Nel 2003 ritornò al Bradford City dove, nonostante la retrocessione in Second Division, trascorse 4 stagioni imponendosi come terzo miglior cannoniere della storia del club.
Nel 2007 si trasferì nuovamente all'Hull City, nella stagione 2006-2007 colleziona 18 presenze e 8 gol, nella stagione 2007-2008 colleziona 38 presenze e 13 gol.
Il 24 maggio 2008 ha realizzato a 39 anni compiuti il gol decisivo nello spareggio di Wembley contro il Bristol City grazie al quale l'Hull City ha conquistato per la prima volta nella sua storia l'accesso alla Premier League.
Nella stagione 2008-2009, dopo sole 5 presenze (e 1 rete), viene ceduto in prestito all'Oldham Athletic il 9 gennaio 2009.
Dopo sole 10 presenze, Windass si lamentò con l'allenatore John Sheridan per non essere stato schierato per 2 partite consecutive. La partita seguente giocò ma dichiarò di voler andarsene. Il 16 marzo 2009 tornò all'Hull City, impossibilitato a giocare fino al termine della stagione come da regola del prestito.
Dopo aver vestito le maglie di Darlington, Barton Town e Scarborough Athletic, ha concluso la sua carriera nel 2012.
Nella sua carriera Windass ha avuto svariati problemi disciplinari, a seguito di suoi comportamenti molto discutibili: il 9 novembre 1997, mentre militava nell'Aberdeen, ricevette 3 cartellini rossi in una sola partita, contro il Dundee Utd. Inoltre, mentre militava nel Bradford City, afferrò i testicoli di un avversario.

## Palmarès

### Club

#### Competizioni nazionali
- Coppa di Lega scozzese: 1

Aberdeen: 1995-1996

#### Competizioni regionali
- Northern Counties EastFootball League President Cup: 1

North Ferriby: 1990-1991